# HD 151527
HD 151527，又名BD-14 4486，SAO 160104、HR 6235，是一颗恒星，视星等为6.03，位于銀經4.25，銀緯18.81，其B1900.0坐标为赤經16h 42m 46.1s，赤緯-14° 18.81′ 54″。